# ساربیا (شهرستان وانگروویتس)
ساربیا (به لهستانی:  Sarbia) یک روستا در لهستان است که در گمینا میشچیسکو واقع شده‌است.